# Robert Kaehler
Robert Kaehler –conocido como Bob Kaehler– (Búfalo, 5 de abril de 1964) es un deportista estadounidense que compitió en remo.
Ganó cinco medallas en el Campeonato Mundial de Remo entre los años 1994 y 1999.
Participó en tres Juegos Olímpicos de Verano, ocupando el octavo lugar en Barcelona 1992 (cuatro scull), el quinto en Atlanta 1996 (ocho con timonel) y el quinto en Sídney 2000 (ocho con timonel).

## Palmarés internacional
| Campeonato Mundial | Campeonato Mundial            | Campeonato Mundial | Campeonato Mundial |
| Año                | Lugar                         | Medalla            | Prueba             |
| ------------------ | ----------------------------- | ------------------ | ------------------ |
| 1994               | Indianápolis (Estados Unidos) | Medalla de oro     | Ocho con timonel   |
| 1995               | Tampere (Finlandia)           | Medalla de bronce  | Ocho con timonel   |
| 1997               | Aiguebelette (Francia)        | Medalla de oro     | Ocho con timonel   |
| 1998               | Colonia (Alemania)            | Medalla de oro     | Ocho con timonel   |
| 1999               | St. Catharines (Canadá)       | Medalla de oro     | Ocho con timonel   |